# 1067 Лунарія
1067 Луна́рія (1067 Lunaria) — астероїд головного поясу, відкритий 9 вересня 1926 року.
Тіссеранів параметр щодо Юпітера — 3,246.